# براد بيكر
براد بيكر (بالإنجليزية: Brad Baker)‏ هو متسابق دراجات نارية أمريكي، ولد في 18 فبراير 1993 في سنتراليا في الولايات المتحدة.

## روابط خارجية
- براد بيكر على موقع ألعاب إكس (مؤرشف) (الإنجليزية)